# Rita Pavone presenta Pierino e il lupo/Storia di Babar l'elefantino
Rita Pavone presenta Pierino e il lupo/Storia di Babar l'elefantino  è un album di Rita Pavone, pubblicato nel 1969.

## Descrizione
Nel 1967 la cantante aveva firmato un contratto discografico con la casa discografica Ricordi, fondando una propria etichetta discografica dal nome Ritaland indirizzata ad un pubblico di giovanissimi.
La cantante incise il suo secondo 33 giri con l'etichetta, un audioracconto in cui la cantante narrava sul lato A la favola di Pierino e il lupo di Sergej Sergeevič Prokof'ev con accompagnamento musicale della Stadio Symphony Orchestra di New York, e sul lato B Storia di Babar l'elefantino di Francis Poulenc, su testo di Jean de Brunhoff tradotto in italiano da Vittoria Sorge ed accompagnamento al pianoforte di Alberto Mozzati.

## Edizioni
L'album fu pubblicato in Italia con numero di catalogo SRTL 1002 su etichetta Ritaland, e ristampato nel 1979 per la serie Orizzonte con numero di catalogo ORL 8328 su etichetta Ricordi.
Dell'album non esiste una versione pubblicata in CD, download digitale e per le piattaforme streaming.

## Tracce
1. Pierino e il lupo
2. Storia di Babar l'elefantino